# Frog Rapids (English River)
Frog Rapids är en fors i Kanada.   Den ligger i provinsen Ontario, i den sydöstra delen av landet, 1 300 km väster om huvudstaden Ottawa. Frog Rapids ligger 371 meter över havet.
Terrängen runt Frog Rapids är platt. Trakten runt Frog Rapids är nära nog obefolkad, med mindre än två invånare per kvadratkilometer.. Närmaste större samhälle är Sioux Lookout, 4,4 km nordost om Frog Rapids. 
I omgivningarna runt Frog Rapids växer i huvudsak blandskog.